# Associazione nazionale sordi (Afghanistan)
L'associazione nazionale sordi afghani (ANAD; in lingua pashtu:د کاو افغانانو ملي ټولنه ed in lingua inglese: Afghanistan National Association of the Deaf) è l'associazione della comunità sorda afghana.
L'associazione dei sordi afghana è resa nota tramite l'organizzazione Pangea per la gestione delle scuole per sordi in Afghanistan.